# Сухой Хутор (Криничанский район)
Сухой Хутор (укр. Сухий Хутір) — село,
Дружбовский сельский совет,
Криничанский район,
Днепропетровская область,
Украина.
Код КОАТУУ — 1222082305. Население по переписи 2001 года составляло 235 человек.

## Географическое положение
Село Сухой Хутор находится на расстоянии в 0,5 км от села Лозуватское и в 1,5 км от села Первозвановка.
По селу протекает пересыхающий ручей с запрудой.